# Зигмунд Фройд (награда)
Наградата „Зигмунд Фройд“ за научна проза (на немски: Sigmund-Freud-Preis für wissenschaftliche Prosa) е немска научна награда, която се присъжда от 1964 г. всяка есен от Немската академия за език и литература в Дармщат.
Наградата е учредена в памет на Зигмунд Фройд и е ежегодна.
Наградата включва парична премия от 12 500 €.

## Носители на наградата
- 1964: Хуго Фридрих, филолог
- 1965: Адолф Портман, зоолог
- 1966: Емил Щайгер, германист
- 1967: Хана Аренд, философ
- 1968: Карл Барт, теолог
- 1969: Бруно Снел, класически филолог
- 1970: Вернер Хайзенберг, физик
- 1971: Вернер Крафт, литературен историк
- 1972: Ерик Волф, юрист
- 1973: Карл Ранер, теолог
- 1974: Гюнтер Буш, историк на изкуството
- 1975: Ернст Блох, философ
- 1976: Юрген Хабермас, философ
- 1977: Харалд Вайнрих, лингвист
- 1978: Зигфрид Мелхингер, историк на театъра
- 1979: Ханс-Георг Гадамер, философ
- 1980: Ханс Блуменберг, философ
- 1981: Курт фон Фриц, лингвист
- 1982: Арно Борст, историк
- 1983: Петер Граф Килмансег, политолог
- 1984: Одо Марквард, философ
- 1985: Херман Хаймпел, историк
- 1986: Хартмут фон Хентиг, педагог
- 1987: Герхард Ебелинг, теолог
- 1988: Карл Фридрих фон Вайцзекер, физик и философ
- 1989: Ралф Дарендорф, политолог
- 1990: Валтер Кили, литературовед
- 1991: Вернер Хофман, историк на изкуството
- 1992: Гюнтер Андерс, философ
- 1993: Норберт Милер, литературовед
- 1994: Петер Гюлке, музиколог
- 1995: Густав Зайбт, историк
- 1996: Петер Вапневски, германист
- 1997: Паул Парин, етнопсихолог
- 1998: Елзе Грубрих-Симитис, психолог
- 1999: Райнхарт Козелек, историк
- 2000: Курт Флаш, философ
- 2001: Хорст Бредекамп, историк на изкуството
- 2002: Клаус Хайнрих, философ
- 2003: Валтер Буркерт, класически филолог
- 2004: Карл Шльогел, историк
- 2005: Петер Слотердайк, философ
- 2006: Йоханес Фрид, историк
- 2007: Йозеф Райххолф, еволюционен биолог
- 2008: Михаел Хагнер, историк на науката
- 2009: Юлия Фос, историк на изкуството
- 2010: Лука Джулиани, археолог
- 2011: Арнолд Еш, историк
- 2012: Ернст-Волфганг Бьокенфьорде, юрист
- 2013: Ангелика Нойвирт, арабист
- 2014: Юрген Остерхамел, историк
- 2015: Петер Айзенберг, лингвист
- 2016: Ян Асман, египтолог
- 2017: Барбара Столберг-Рилингер, историк
- 2018: Волфганг Кемп, историк на изкуството[1]
- 2019: Томас Мако, философ
- 2020: Уте Фреверт, историчка